# Дніпро-350 (комбайн)

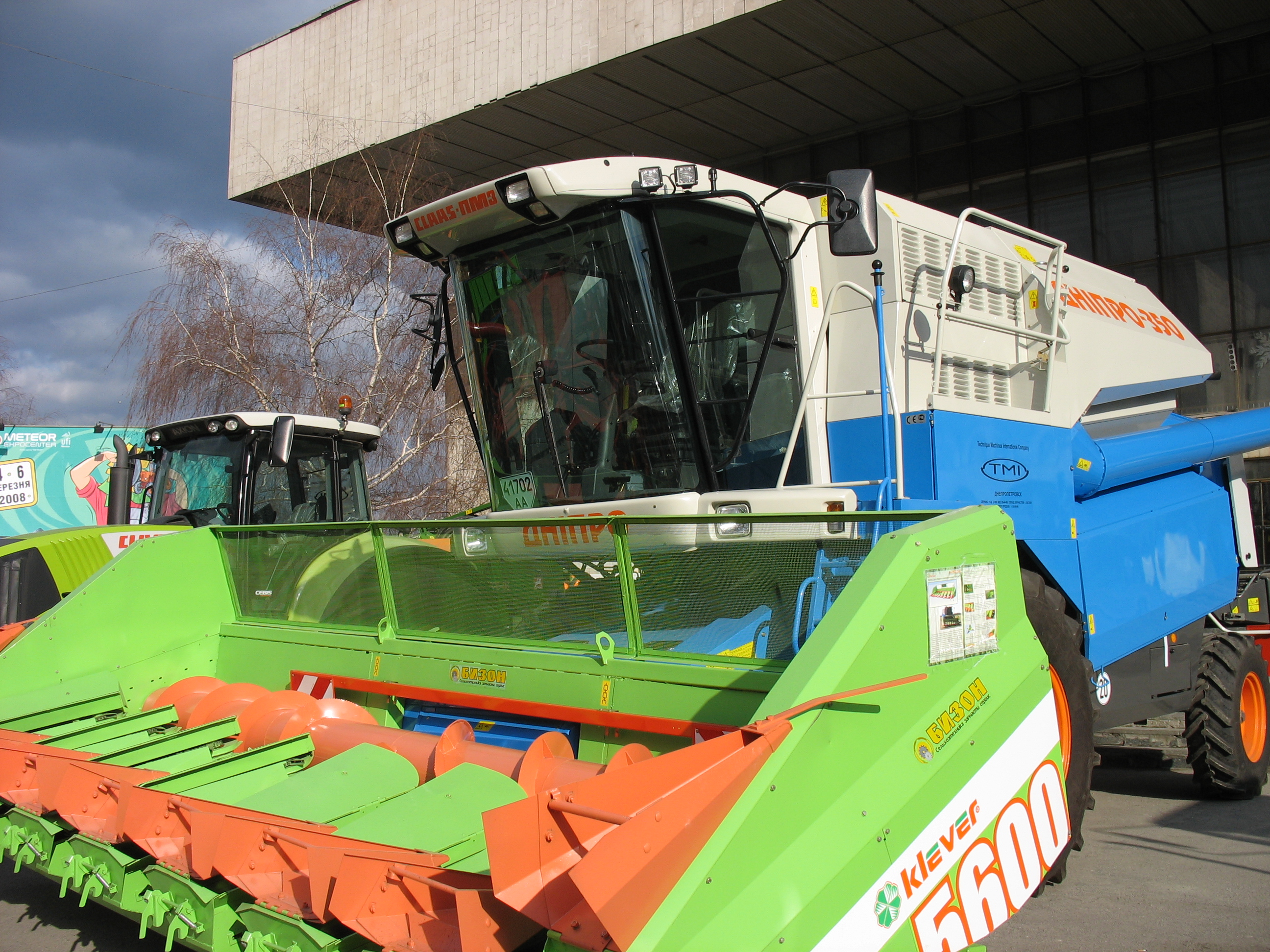
Дніпро-350

КЗС-11 Дніпро-350 — український зернозбиральний комбайн, який випускав Павлоградський механічний завод Південного машинобудівного заводу (ПМЗ/ЮМЗ) із використанням комплектуючих фірми Claas (Німеччина).
«Дніпро-350» являв собою ліцензійну копію комбайну Claas Mega 350.
Комбайн мав комфортабельну кабіну, оснащену кондиціонером та опаленням. Розміри кабіни дозволяли встановлювати додаткове сидіння для помічника комбайнера.

## Технічні характеристики
- Двигун — Daimler-Chrysler ОМ906LA (Mercedes-Benz)
- Потужність — 170 кВт / 220 к.с.
- Тип молотарки — барабанна, класична
- Ширина молотарки — 1320 мм
- Ширина захвату жатки — 6 м
- Об'єм бункера — 7,2 м3
- Маса (з жниваркою захватом 5,0 м) — 10490 кг

Комбайн зернозбиральний Дніпро-350 за роботою в полі
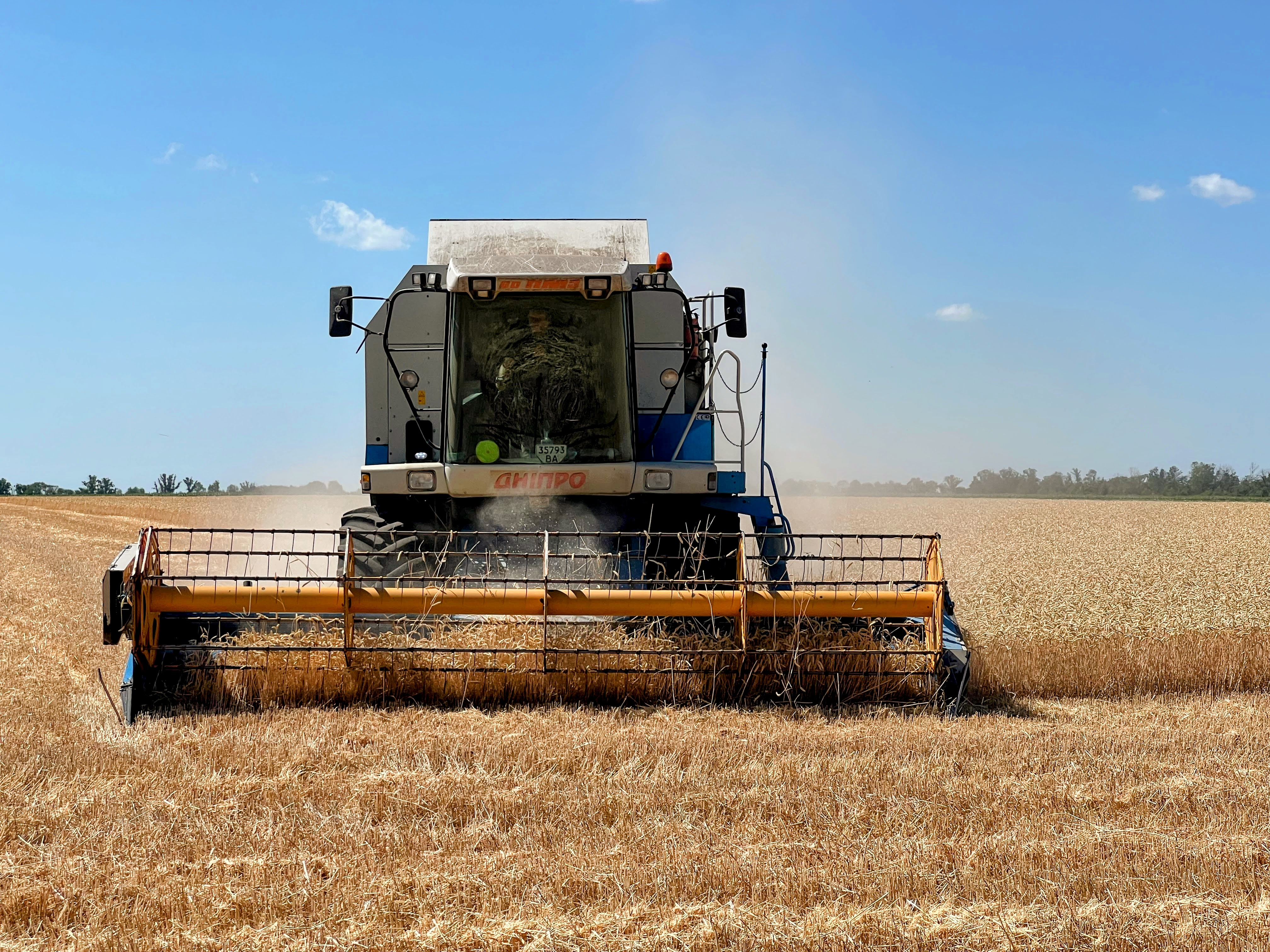
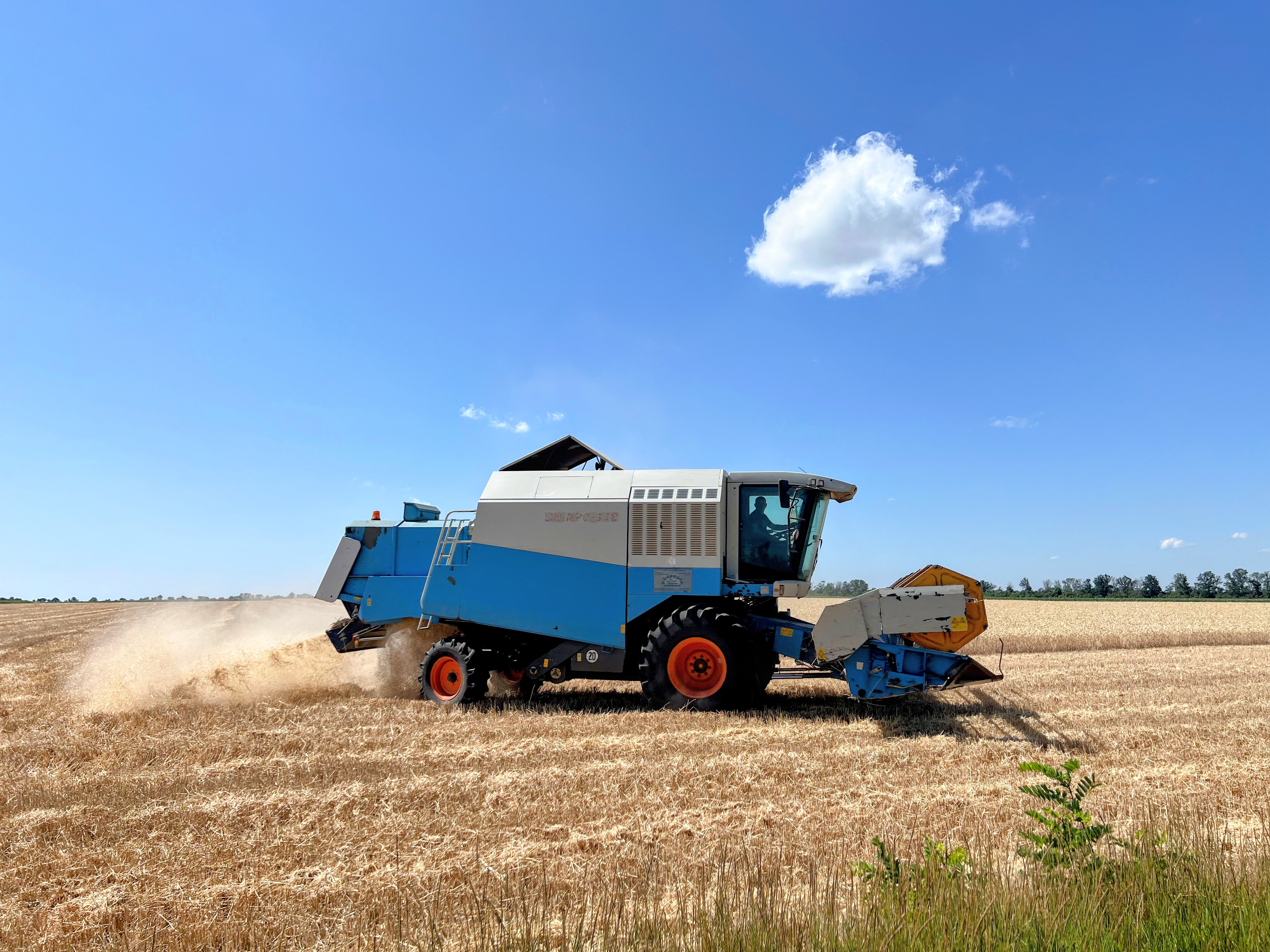
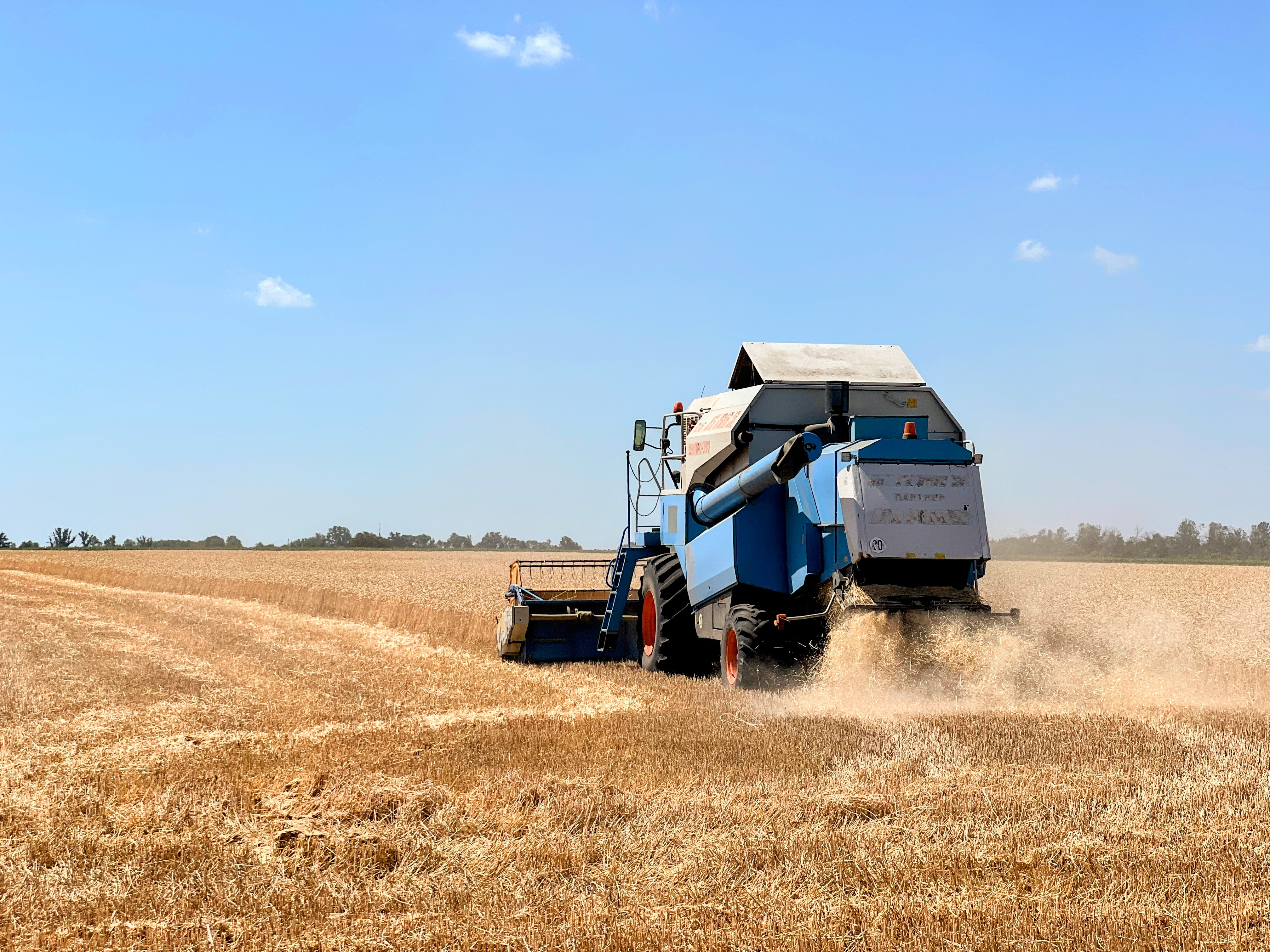
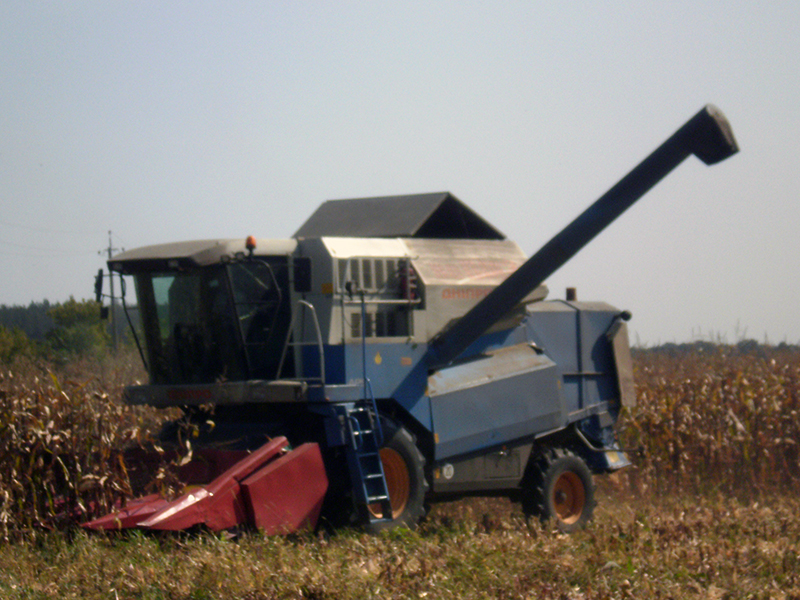
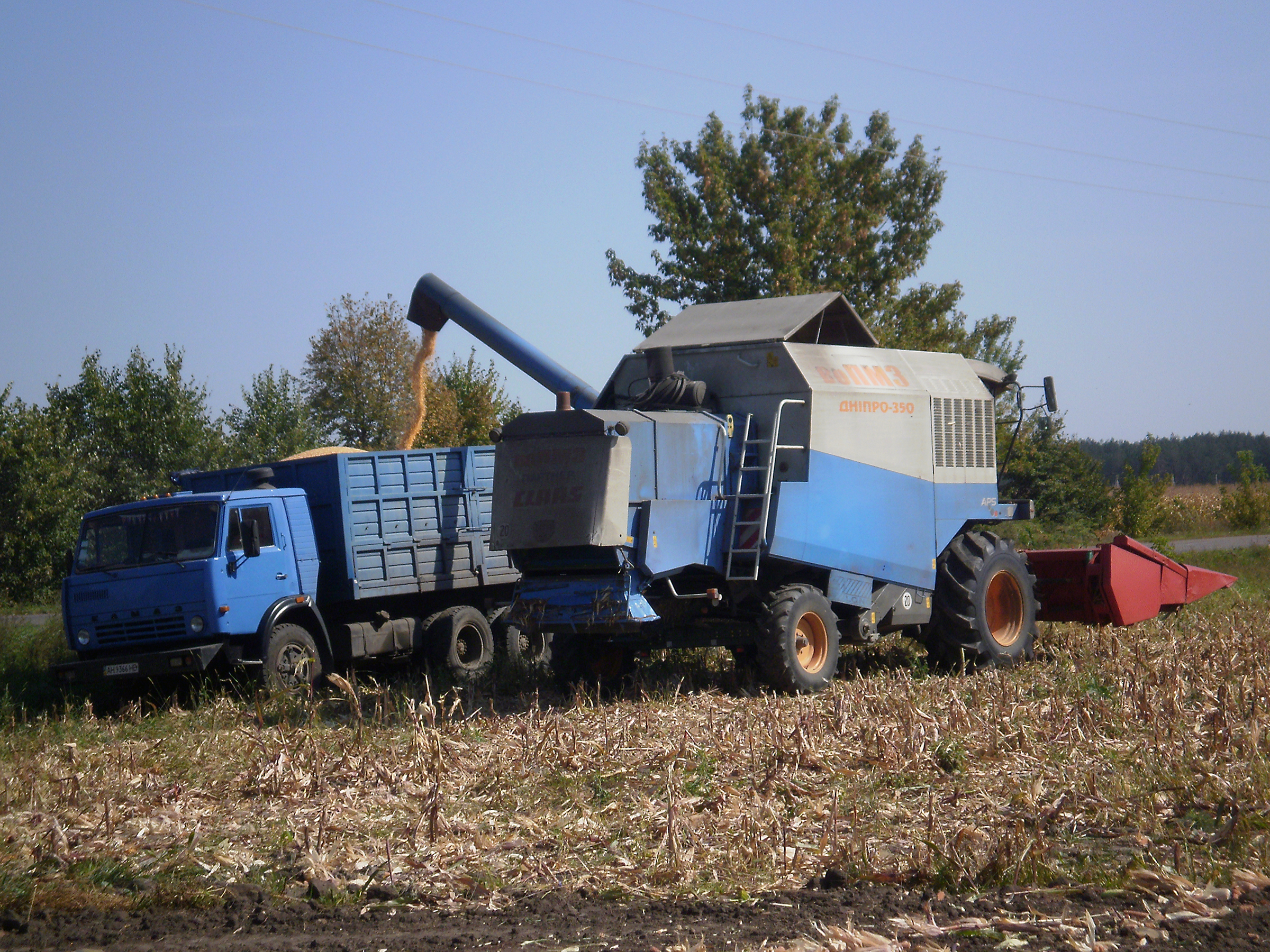